# Soldau (obóz)
Obóz w Działdowie (niem. Soldau) – niemiecki hitlerowski obóz istniejący w różnych formach podczas okupacji hitlerowskiej w Działdowie w latach 1939–1945. Przez obóz w Działdowie przeszło 30 tysięcy osób, w tym 12–15 tysięcy poniosło tam śmierć.
Działdowski obóz stanowił również dla wielu więźniów etap pośredni. Po pobycie w Działdowie niektórych więźniów wywożono dalej do obozów Stutthofu, Treblinki, Majdanka, III Fortu Pomiechówek, Auschwitz-Birkenau, Groß-Rosen, Ravensbrück, Mauthausen-Gusen, Dachau, VII Fort w Poznaniu i więzienia w Toruniu.

## Historia obozu

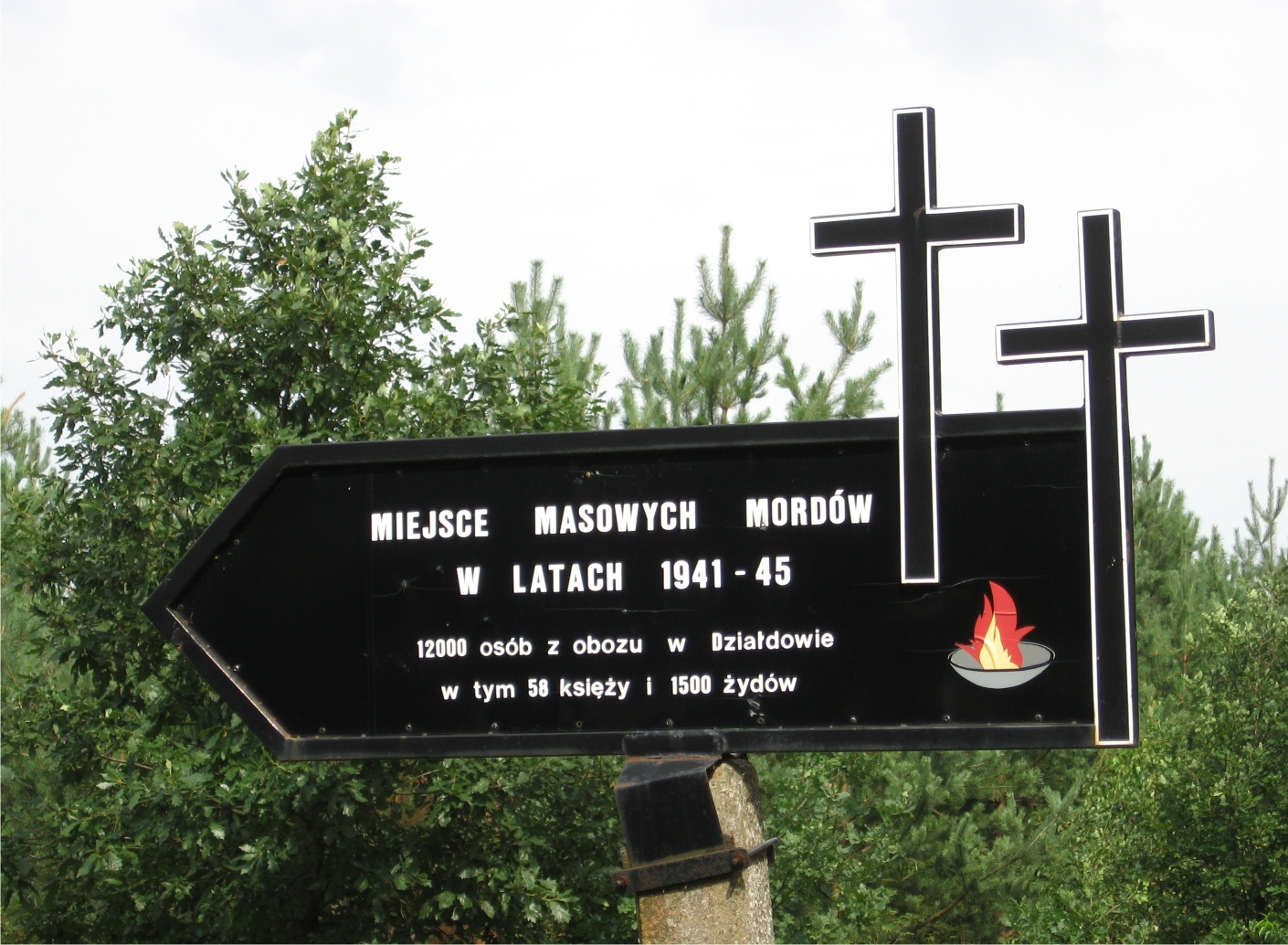
Drogowskaz do mogił zbiorowych w lesie koło Białut – m.in. 12 tys. osób zamordowanych z obozu w Działdowie

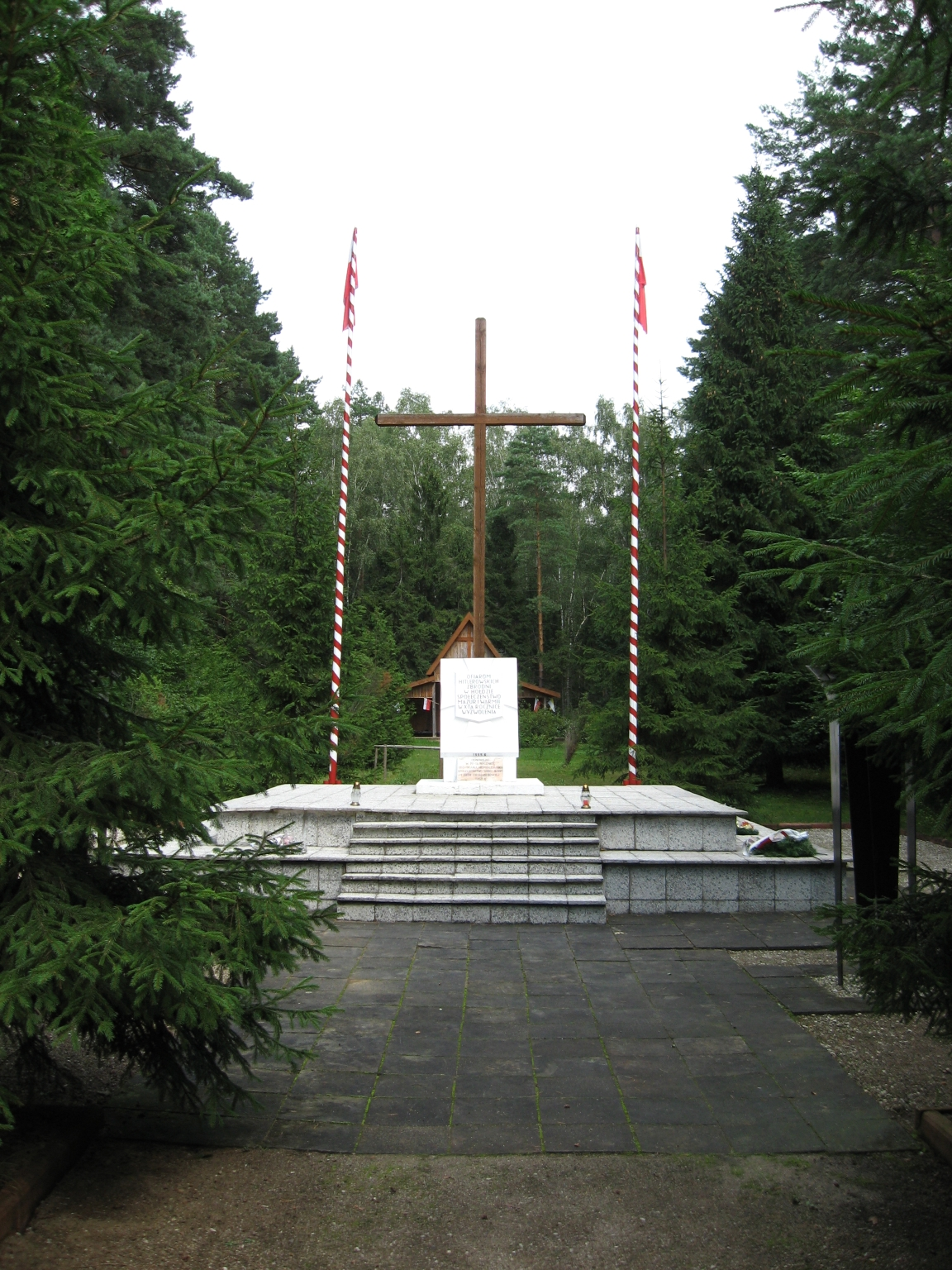
Pomnik ku czci pomordowanych w lesie Białuckim

### Więzienie „Czarna Chorągiew” jako zalążek obozu w Działdowie
W ramach Akcji AB od wkroczenia oddziałów Wehrmachtu na teren powiatu działdowskiego, czyli od 2 września 1939 rozpoczęła się likwidacja inteligencji polskiej i osób cieszących się zaufaniem społecznym. Masowe aresztowania trwały do 31 grudnia 1939 r. Aresztowanych początkowo przetrzymywano w bardzo ciasnym więzieniu, a następnie w siedzibie Gestapo mieszczącej się wówczas w willi rejenta Jana Wyrwicza (przy ul. Władysława Jagiełły, gdzie był Żłobek Miejski).
W ciasnej siedzibie „Czarnej Chorągwi” aresztowanych poddawano torturom i mordowano. Egzekucje odbywały się na podwórku lub w piwnicach budynku. Zwłoki ofiar wywożono do lasu w pobliżu wsi Komorniki i tu grzebano w zbiorowych mogiłach. Przyjmuje się, że od 2 września do 31 grudnia 1939 r. przez „Czarną Chorągiew” przeszło tysiące Polaków. Ze względu na ciasnotę Niemcy starali się o utworzenie obozu zagłady.

### Działdowo Obóz Jeniecki w Koszarach 32 Pułku Piechoty
We wrześniu 1939 r. w Działdowie, w byłych koszarach 32 Pułku Piechoty (przy ul. Grunwaldzkiej) został stworzony obóz przejściowy dla jeńców wojennych kampanii wrześniowej. Komendantem obozu był Hans Krause. Pierwszymi jeńcami byli żołnierze z twierdzy Modlin. Tu następowała ich segregacja i z czasem przemieszczenie do stałych oflagów i stalagów. Trudne warunki były przyczyną śmierci wielu jeńców polskich.

### Obóz Selbstschutz
Jesienią 1939 r. Selbstschutz (z niem. „Samoobrona”) w dawnych koszarach zorganizował areszt tymczasowy. Obóz był również miejscem kaźni i likwidacji polskich patriotów. Więźniowie stłoczeni w piwnicach czekali swej kolejki na rozstrzelanie. Egzekucje odbywały się na terenie obozu, w piwnicach i w izbie przesłuchań oraz w lesie koło Komornik, pod Białutami i Burszem, na cmentarzu żydowskim w Działdowie oraz w lasku Żwirskiego koło miasta. W latach 1940 do 1943 w lesie pod Komornikami Niemcy wymordowali kilkanaście tysięcy Polaków i Żydów w tym wielu z obozu w Działdowie, którzy spoczywają na specjalnie założonym cmentarzu obok innych ofiar hitlerowskiego terroru, gdzie wzniesiono pomnik ku ich czci.

### Durchgangslager – Działdowski Obóz Przejściowy
Na przełomie 1939/1940 urząd policji i SS w Królewcu przekształcił Działdowski Obóz w Przejściowy, tzw. „Durchgangslager Soldau”. Pierwszym komendantem obozu w Działdowie został: Hauptsturmführer SS Hans Krause, a jego zastępcą – Willi Miller, były kapitan Wojska Polskiego, volksdeutsch. Współpracownikami komendanta Krausego byli również działdowscy volksdeutsche, m.in.: Antoni Krupski, Paul Skuza, Wilhelm Lukasz, Gustaw Swierman, Kurt Lenart, Fryc Belke, Fryc Dworak, Otto Szmaglowski, bracia Plazan i Koszowitz.
SS-Brigadeführer Otto Rasch był twórcą utajonego ośrodka zagłady w Działdowie (Soldau-Durchgangslager fur polnische Zivilgefangene) dla inteligencji tego regionu, internowanej w ramach „Intelligenzaktion”. Otto Rasch przedstawiał okoliczności powstania tego obozu:

Gdy objąłem to stanowisko, zastałem tam w Hohenbruch, Rudau, Grossmischen, Beidritten, [powiatowe więzienia] dużą liczbę politycznych więźniów, aresztowanych przez operacyjne grupy policji. Więźniowie ci zostali zbadani przeze mnie lub przez Główny Urząd Bezpieczeństwa Rzeszy [RSHA]. W toku sprawy okazało się, że część tych więźniów można było zwolnić. W stosunku do pewnej części musiałem zażądać umieszczenia ich w obozach koncentracyjnych, a ostatnią część więźniów, składającą się z aktywistów polskiego ruchu oporu, najlepiej było zlikwidować. Przejściowy obóz w Działdowie został przeze mnie utworzony umyślnie zimą 1939 na 1940 r. w tym celu, aby dokonać w sposób dyskretny koniecznej likwidacji

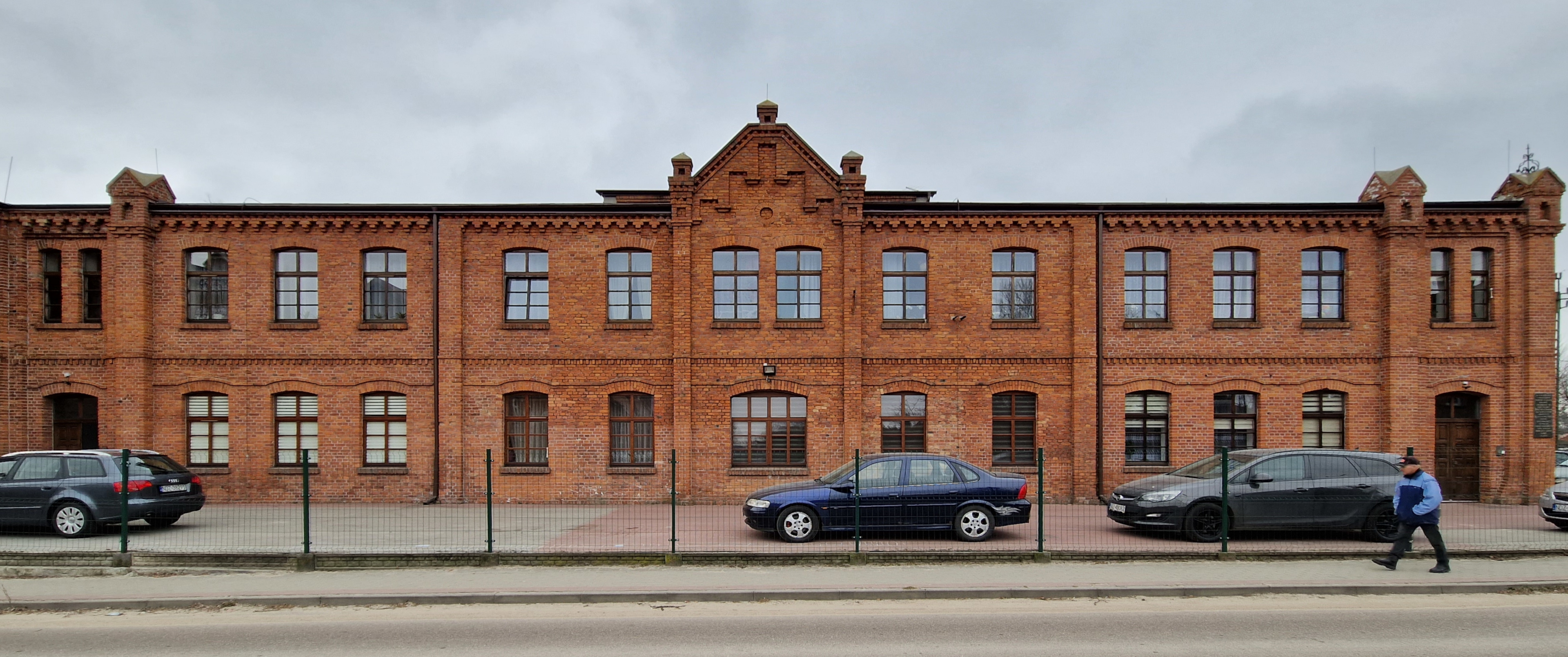
Budynek, w którym mieścił się podczas okupacji obóz przejściowy w Iłowie

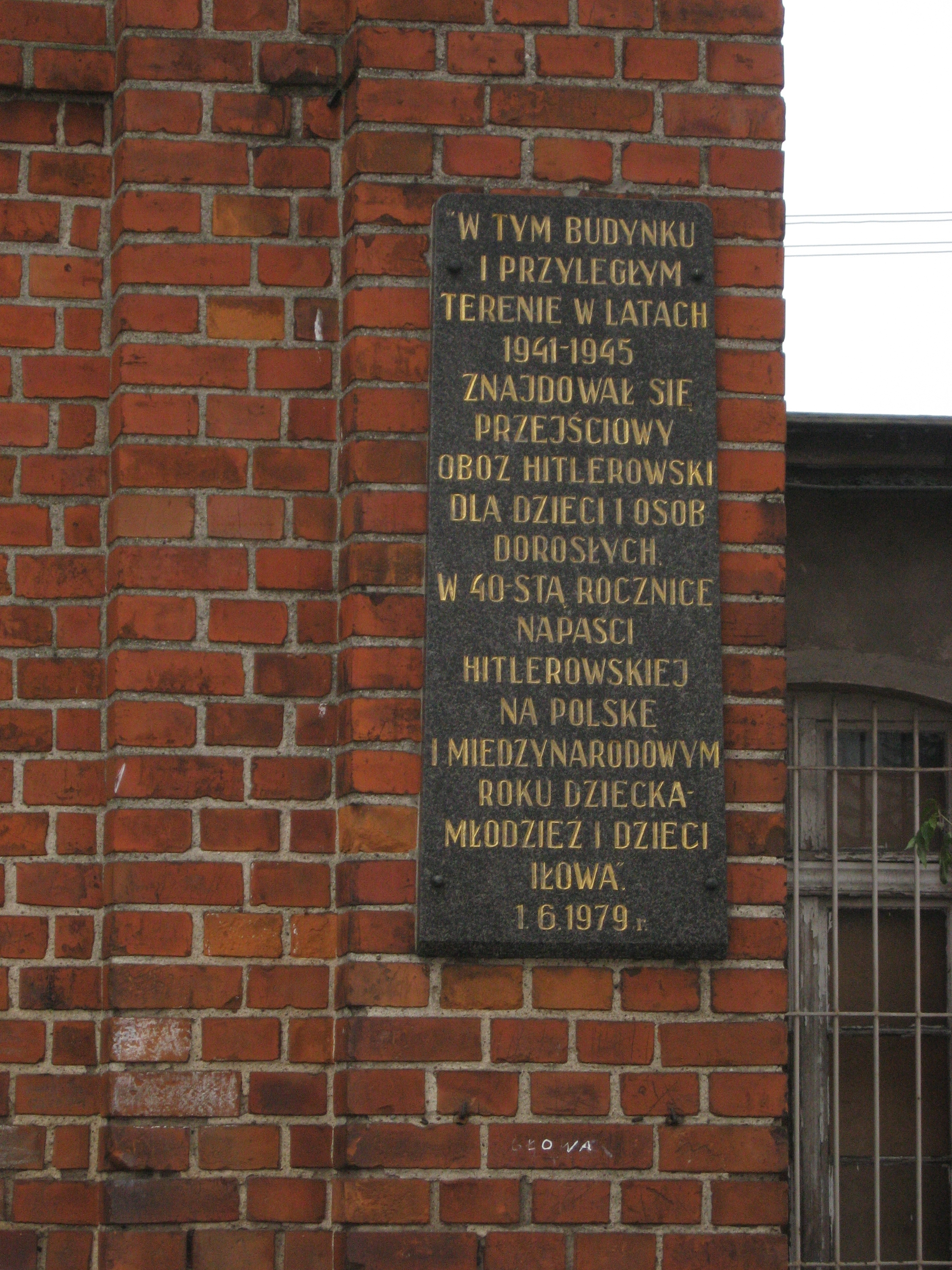
Tablica pamiątkowa: „W tym budynku i na przyległym terenie w latach 1941–1945 znajdował się przejściowy obóz hitlerowski dla dzieci i osób dorosłych. W 40-tą rocznicę napaści hitlerowskiej na Polskę i Międzynarodowym Roku Dziecka – młodzież i dzieci Iłowa. 1.6.1979”

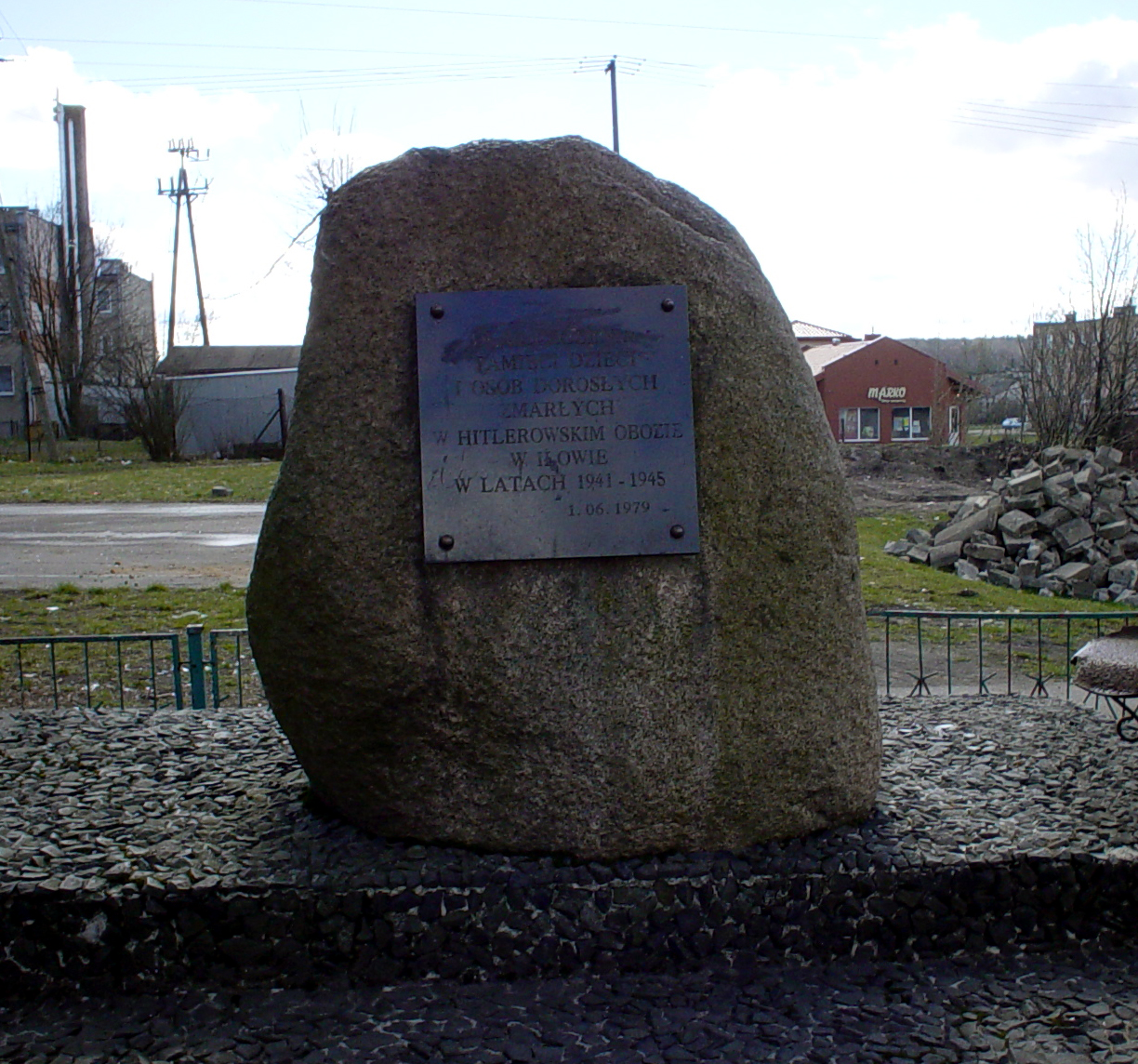
Pomnik ku czci pomordowanych dzieci i osób dorosłych w hitlerowskim obozie przejściowym w Iłowie

Działdowski obóz miał swoje filie w:
- Iłowie
- Mławce
- Nosarzewie.

Pierwszymi więźniami umieszczonymi w obozie byli mieszkańcy Działdowa: Józef Kolk, Franciszek Frydrychowski, ksiądz dr Jan Łubieński, działdowski proboszcz, Roman Grabowski, nauczyciel Adam Krajewski, Bernard Januszewski i Parniak.
W celu ostatecznej likwidacji więźniów od 1 lutego 1940 r. rozpoczęto masowe rozstrzeliwania. Zaczęły przybywać transporty więźniów z sąsiednich powiatów: inteligencja, działacze społeczni, urzędnicy, ziemianie i księża i siostry zakonne. W obozie panowały prymitywne warunki, brakowało pożywienia. Skazanych na śmierć wywożono zakrytymi ciężarówkami w okolice lasu komornickiego, gdzie rozstrzeliwano nad uprzednio wykopanymi dołami.
Akcja tej masowej zagłady więźniów zakończyła się w kwietniu 1940 r. Hitlerowcy w ciągu tylko kilku miesięcy zamordowali tu około 1500 osób.

### Wychowawczy Obóz Pracy i Obóz Karny
W maju 1940 r. obóz w Działdowie przekształcono w Wychowawczy Obóz Pracy, a potem w Obóz Karny dla więźniów karnych i politycznych, w większości skazanych na śmierć.
Zakatowano tu m.in.: konsula Bogdana Jałowieckiego i jego zastępcę Jana Piotrowskiego – urzędników Konsulatu Polskiego w Olsztynie.

### Duchowni – Specjalna Grupa Więźniów Politycznych
Duchowni byli więzieni w obozie w Działdowie od jesieni 1939 r. do jesieni 1941 r. Podobnie jak inni, byli tam nieludzko torturowany i poniżani za wiarę. Musieli znosić niesamowity brud, insekty, brak żywności. W obozie w Działdowie kapłanom nie wolno było się myć, golić, jedynie dwa razy dziennie byli pędzeni przez gestapowców do pobliskich latryn pośród bicia kijami, karnych ćwiczeń i przekleństw.
8 marca 1941 r. hitlerowcy przywieźli do działdowskiego obozu arcybiskupa Antoniego Juliana Nowowiejskiego i bp płockiego Leona Wetmańskiego, których aresztowano 28 lutego 1940 r. w Płocku i wywieziono do Słupna. Izolowano ich tu od reszty więźniów w celi nr 12 i szczególnie szykanowano. Abp Nowowiejski poddawany był różnym torturom moralnym i fizycznym, między innymi próbie profanacji krzyża, w której się nie poddał. Zamordowany został 28 maja 1941. Jako przypuszczalne miejsce jego pochówku wymienia się las w Malinowie, na Górze Komornickiej i w Białutach.
Od 2 kwietnia 1941 r. w obozie było więzionych 36 sióstr Mniszek Klarysek Kapucynek – cała wspólnota Domu Zakonnego Pasjonistów w Przasnyszu. Umieszczono je w brudnym baraku, z zarobaczoną słomą i stłoczono w celi numer 31. W tych nieludzkich warunkach siostry uświęcały czas modlitwą brewiarzową. Znajdowała się wśród nich m.in. Mieczysława Kowalska (Maria Teresa od Dzieciątka Jezus), która wkrótce po osadzeniu w obozie ciężko zachorowała na gruźlicę. Świadoma bliskiej śmierci mówiła, że życie swe poświęca, żeby siostry mogły wrócić do Przasnysza. W dwa tygodnie po jej śmierci wszystkie siostry otrzymały zwolnienie z Obozu Zagłady w Działdowie i powróciły do klasztoru.
Założony przez hitlerowców obóz przejściowy stał się miejscem śmierci dla tysięcy osób, w tym 50 duchownych. Zamordowano: 2 biskupów, 47 księży i 1 kleryka. Wśród zabitych byli m.in.:
- błogosławiony ks. abp Antoni Julian Nowowiejski – biskup płocki;
- błogosławiony ks. bp Leon Wetmański – biskup pomocniczy diecezji płockiej;
- błogosławiona siostra Mieczysława Kowalska (Maria Teresa od Dzieciątka Jezus) – siostra zakonna zakonu Klarysek Kapucynek;
- ks. Franciszek Giergielewicz – kanonik kolegiaty pułtuskiej, proboszcz w Płocku;
- ks. prałat, prof. Adolf Modzelewski – proboszcz w farze w Płocku (gdzie miała objawienia św. Faustyna Kowalska), zamordowany w 1941;
- ks. Adam Goszczyński (1875–1941) – proboszcz parafii Bodzanów organizator Ochotniczej Straży Pożarnej, Kółka Rolniczego oraz ochronki dla biednych dzieci;
- ks. Wojciech Plywaczyk (1891–1941) – Salezjanin.

### Epidemia tyfusu w Obozie w Działdowie
Z uwagi na brak opieki medycznej i skandaliczne warunki sanitarne w sierpniu 1941 r. w obozie wybuchła epidemia tyfusu plamistego. Hitlerowcy uznali, że najlepszym sposobem na zlikwidowanie epidemii będzie zabicie wszystkich chorych. Rozstrzelano wówczas około 300 osób, co najmniej drugie tyle zmarło z choroby. Ci najsłabsi byli mordowani w obozie, pozostali byli wywożeni do lasu koło Białut i tam razem zostali pochowani.

### Likwidacja obozu
Przed likwidacją 17 stycznia 1945 r. wyruszył z działdowskiego obozu Marsz Śmierci – zdrowi więźniowie ustawieni w czwórki, przy szalejącej zadymce śnieżnej byli pędzeni przez hitlerowców na północ, w głąb Niemiec. Długi na około 2 km szereg więźniów przeszedł przez Frygnowo, Ostródę, Stare Jabłonki i doszedł do Zawad Małych. Tam grupa 120 więźniów została rozstrzelana. Wyzwolenia doczekali tylko nieliczni. W 2019 roku w pobliżu wsi Białuty odkryto 1,5 tony spalonych szczątków zamordowanych więźniów obozu, w związku z czym wszczęto prace ekshumacyjne.
Obóz przestał istnieć 18 stycznia 1945 r., po wkroczeniu Armii Czerwonej, ale tylko na kilka dni.

### Nakazowo-Rozdzielczy Obóz NKWD w Działdowie
Po wkroczeniu 18 stycznia 1945 do Działdowa Armii Czerwonej, ustanowiono w mieście Powiatową Komendanturę Wojenną, której komendantem był mjr Witalim Szitow. W obozie działdowskim utworzono Obóz Nakazowo-Rozdzielczy NKWD Ludowego Komisariatu Spraw Wewnętrznych. Natychmiast rozpoczęły się aresztowania dokonywane przez NKWD Polaków, którzy w okresie okupacji uzyskali III grupę niemiecką (Deutsche Volksliste) i tych należących do AK lub niezgadzających się z okupacją sowiecką.
Do obozu zwożono Polaków z Pomorza, Warmii, Mazur oraz Mazowsza. Zwożono tu także wyłapywanych Niemców. Obóz zaczął służyć służbom sowieckim jako przejściowy przy wysiedleniach Polaków z terenu Pomorza do łagrów Związku Sowieckiego.
Około października 1945 r. obóz został definitywnie zlikwidowany.

### Prace poszukiwawcze
W ramach akcji 1005 wiosną 1944 r. prochy pomordowanych wydobywano, palono i poddawano mieleniu aby zniszczyć dowody zbrodni. Oddziałowa Komisja Ścigania Zbrodni przeciwko Narodowi Polskiemu w Gdańsku (IPN) w 2022 r., niedaleko miejscowości Iłowo-Osada, odnazła miejsce masowego pochówku ok. ośmiu tysięcy osób. W „jamach śmierci” odkryto 17 ton ludzkich prochów. Prokuratorzy IPN szacują, że w okolicach obozu może znajdować się jeszcze sześć miejsc tego typu pochówków.

## Upamiętnienie Ofiar Obozu w Działdowie

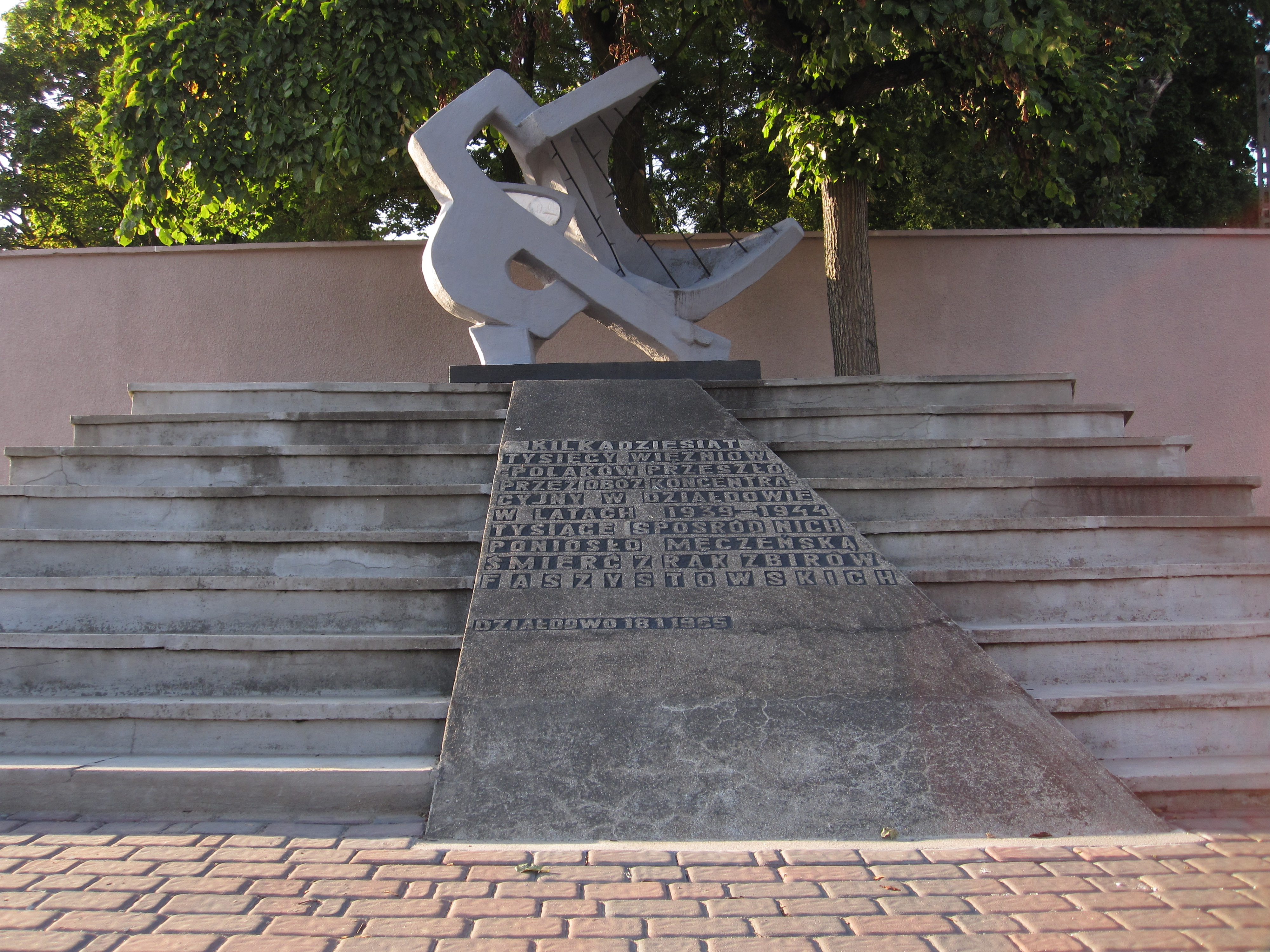
Pomnik w Działdowie upamiętniający ofiary obozu Soldau

Ofiary pomordowane w Działdowie i okolicach upamiętnia:
- Pomnik Upamiętniający Ofiary Zbrodni dłuta olsztyńskiego rzeźbiarza Ryszarda Wachowskiego odsłonięty 9 maja 1965 r. w pobliżu wsi Komorniki, w miejscu największych w tym rejonie masowych egzekucji Polaków i Żydów, w tym wielu z nich przywiezionych z działdowskiego obozu.
- Pomnik Upamiętniający Obóz Zagłady (tego samego artysty) wystawiono na terenie byłych koszar 32 Pułku Piechoty przy ul. Grunwaldzkiej[18].
- Pomnik Ofiar Hitlerowskich w lesie koło Białut, gdzie w latach 1940–1943 hitlerowcy rozstrzelali wiele tysięcy Polaków, w tym księży – więźniów działdowskiego obozu[19].
- Tablica z 56 nazwiskami parafian, którzy ponieśli śmierć w obozie i innych miejscach kaźni. Mieści się ona w przedsionku kościoła św. Wojciecha w Działdowie.
- Tablica na miejscu kaźni w Siedzibie Gestapo (przy ul. Wł. Jagiełły), gdzie zamordowano tysiące Polaków[18].
- Na cmentarzu parafialnym w Działdowie znajduje się 11 mogił zbiorowych, w których spoczywa ponad 15 000 osób zamordowanych w latach 1939–1942 przez hitlerowców. Zwłoki ekshumowano z różnych miejsc straceń i pochówku, w okolicach Działdowa. Na miejscu zbrodni upamiętniający pomnik.
- Tablica upamiętniająca pomordowanych w Obozie Przejściowym w Iłowie – na budynku.
- Kamień ku czci pomordowanych dzieci i osób dorosłych na terenie byłego Obozu przejściowego w Iłowie.
- Mogiły na cmentarzu parafialnym w Iłowie.